# Hornet (application)
Hornet est une application de rencontres pour hommes homosexuels, bisexuels, bicurieux et autres hommes ayant des rapports sexuels avec des hommes. 
En 2018, Hornet est considérée comme la principale rivale de Grindr.

## Application de rencontre
L'application de rencontre est lancée en 2011. En 2018, elle possède 25 millions d'utilisateurs dans le monde.
Hornet est notée pour assurer la sécurité des homosexuels dans les pays dangereux, tels des pays ou régions du monde musulman comme l'Arabie saoudite ou la Tchétchénie, où Grindr est interdit. Elle est la plus grande application de rencontre gay en Turquie en 2023, mais est interdite en Indonésie et aux Émirats arabes unis.

## Média LGBT
Hornet s'est aussi diversifié en tant que média de thématiques LGBT, ainsi que guide touristique, qui sont proposés par l'équipe éditoriale propre de Hornet.

## Autres activités
Hornet est actif dans la politique américaine des années 2010, faisant campagne contre l'homophobie et pour l'homoparentalité, et parodiant Donald Trump en 2015.

### Sites externes
- Site officiel